# فم الواد
فم الواد هي مدينة وجماعة حضرية تقع في إقليم العيون بجهة العيون الساقية الحمراء، المغرب، وبلغ عدد سكانها 1.380 نسمة حسب الإحصاء العام للسكان والسكنى لسنة 2014.

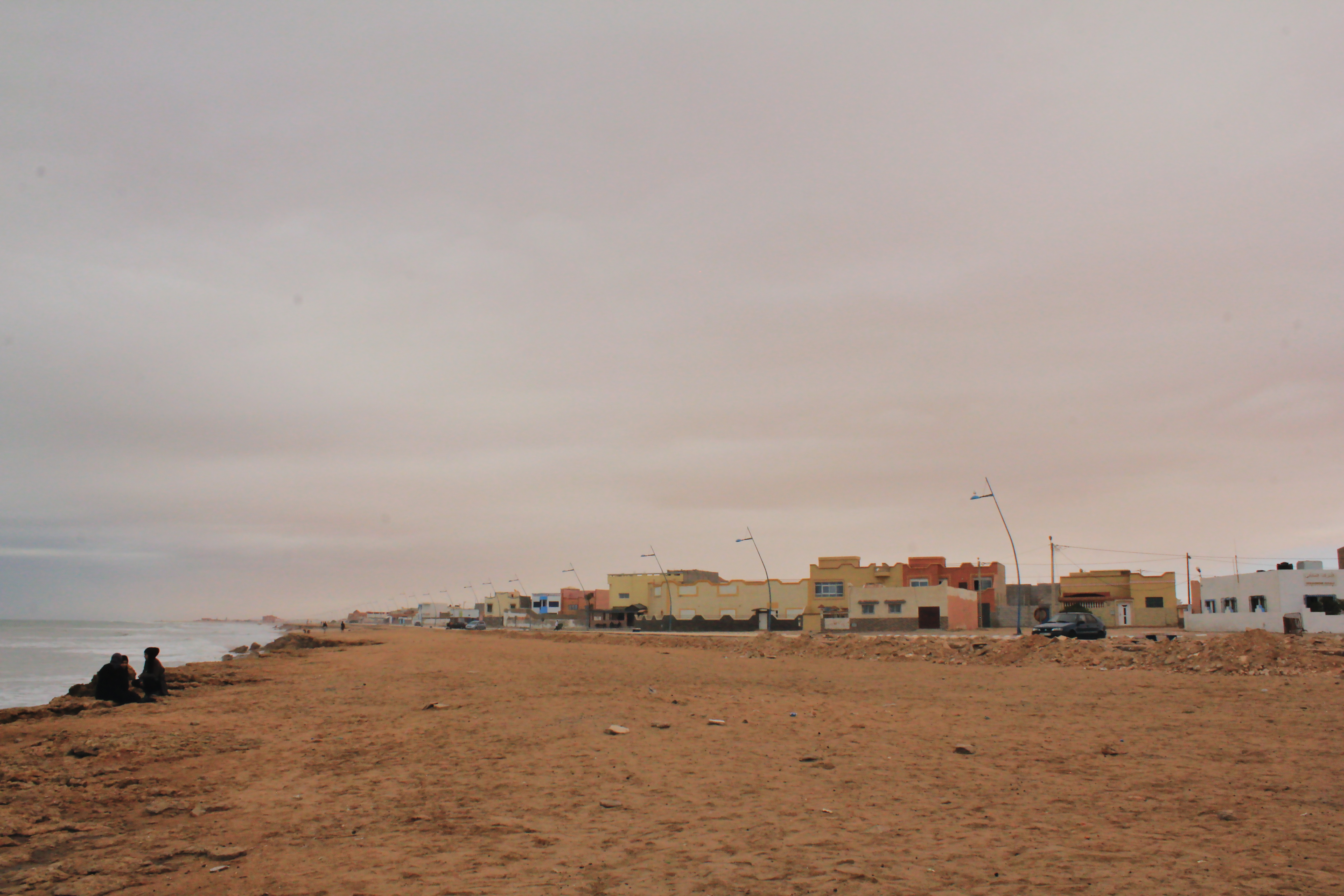
شاطئ مدينة فم الواد